# 1636
Portal Geschichte | Portal Biografien | Aktuelle Ereignisse | Jahreskalender | Tagesartikel

◄ |
16. Jahrhundert |
17. Jahrhundert
| 18. Jahrhundert | ►

◄ |
1600er |
1610er |
1620er |
1630er
| 1640er | 1650er | 1660er | ►

◄◄ |
◄ |
1632 |
1633 |
1634 |
1635 |
1636
| 1637 | 1638 | 1639 | 1640 | ► | ►►
Staatsoberhäupter  · Nekrolog   · Musikjahr
| Januar | Januar | Januar | Januar | Januar | Januar | Januar | Januar |
| Kw     | Mo     | Di     | Mi     | Do     | Fr     | Sa     | So     |
| ------ | ------ | ------ | ------ | ------ | ------ | ------ | ------ |
| 1      |        | 1      | 2      | 3      | 4      | 5      | 6      |
| 2      | 7      | 8      | 9      | 10     | 11     | 12     | 13     |
| 3      | 14     | 15     | 16     | 17     | 18     | 19     | 20     |
| 4      | 21     | 22     | 23     | 24     | 25     | 26     | 27     |
| 5      | 28     | 29     | 30     | 31     |        |        |        |

| Februar | Februar | Februar | Februar | Februar | Februar | Februar | Februar |
| Kw      | Mo      | Di      | Mi      | Do      | Fr      | Sa      | So      |
| ------- | ------- | ------- | ------- | ------- | ------- | ------- | ------- |
| 5       |         |         |         |         | 1       | 2       | 3       |
| 6       | 4       | 5       | 6       | 7       | 8       | 9       | 10      |
| 7       | 11      | 12      | 13      | 14      | 15      | 16      | 17      |
| 8       | 18      | 19      | 20      | 21      | 22      | 23      | 24      |
| 9       | 25      | 26      | 27      | 28      | 29      |         |         |

| März | März | März | März | März | März | März | März |
| Kw   | Mo   | Di   | Mi   | Do   | Fr   | Sa   | So   |
| ---- | ---- | ---- | ---- | ---- | ---- | ---- | ---- |
| 9    |      |      |      |      |      | 1    | 2    |
| 10   | 3    | 4    | 5    | 6    | 7    | 8    | 9    |
| 11   | 10   | 11   | 12   | 13   | 14   | 15   | 16   |
| 12   | 17   | 18   | 19   | 20   | 21   | 22   | 23   |
| 13   | 24   | 25   | 26   | 27   | 28   | 29   | 30   |
| 14   | 31   |      |      |      |      |      |      |

| April | April | April | April | April | April | April | April |
| Kw    | Mo    | Di    | Mi    | Do    | Fr    | Sa    | So    |
| ----- | ----- | ----- | ----- | ----- | ----- | ----- | ----- |
| 14    |       | 1     | 2     | 3     | 4     | 5     | 6     |
| 15    | 7     | 8     | 9     | 10    | 11    | 12    | 13    |
| 16    | 14    | 15    | 16    | 17    | 18    | 19    | 20    |
| 17    | 21    | 22    | 23    | 24    | 25    | 26    | 27    |
| 18    | 28    | 29    | 30    |       |       |       |       |

| Mai | Mai | Mai | Mai | Mai | Mai | Mai | Mai |
| Kw  | Mo  | Di  | Mi  | Do  | Fr  | Sa  | So  |
| --- | --- | --- | --- | --- | --- | --- | --- |
| 18  |     |     |     | 1   | 2   | 3   | 4   |
| 19  | 5   | 6   | 7   | 8   | 9   | 10  | 11  |
| 20  | 12  | 13  | 14  | 15  | 16  | 17  | 18  |
| 21  | 19  | 20  | 21  | 22  | 23  | 24  | 25  |
| 22  | 26  | 27  | 28  | 29  | 30  | 31  |     |

| Juni | Juni | Juni | Juni | Juni | Juni | Juni | Juni |
| Kw   | Mo   | Di   | Mi   | Do   | Fr   | Sa   | So   |
| ---- | ---- | ---- | ---- | ---- | ---- | ---- | ---- |
| 22   |      |      |      |      |      |      | 1    |
| 23   | 2    | 3    | 4    | 5    | 6    | 7    | 8    |
| 24   | 9    | 10   | 11   | 12   | 13   | 14   | 15   |
| 25   | 16   | 17   | 18   | 19   | 20   | 21   | 22   |
| 26   | 23   | 24   | 25   | 26   | 27   | 28   | 29   |
| 27   | 30   |      |      |      |      |      |      |

| Juli | Juli | Juli | Juli | Juli | Juli | Juli | Juli |
| Kw   | Mo   | Di   | Mi   | Do   | Fr   | Sa   | So   |
| ---- | ---- | ---- | ---- | ---- | ---- | ---- | ---- |
| 27   |      | 1    | 2    | 3    | 4    | 5    | 6    |
| 28   | 7    | 8    | 9    | 10   | 11   | 12   | 13   |
| 29   | 14   | 15   | 16   | 17   | 18   | 19   | 20   |
| 30   | 21   | 22   | 23   | 24   | 25   | 26   | 27   |
| 31   | 28   | 29   | 30   | 31   |      |      |      |

| August | August | August | August | August | August | August | August |
| Kw     | Mo     | Di     | Mi     | Do     | Fr     | Sa     | So     |
| ------ | ------ | ------ | ------ | ------ | ------ | ------ | ------ |
| 31     |        |        |        |        | 1      | 2      | 3      |
| 32     | 4      | 5      | 6      | 7      | 8      | 9      | 10     |
| 33     | 11     | 12     | 13     | 14     | 15     | 16     | 17     |
| 34     | 18     | 19     | 20     | 21     | 22     | 23     | 24     |
| 35     | 25     | 26     | 27     | 28     | 29     | 30     | 31     |

| September | September | September | September | September | September | September | September |
| Kw        | Mo        | Di        | Mi        | Do        | Fr        | Sa        | So        |
| --------- | --------- | --------- | --------- | --------- | --------- | --------- | --------- |
| 36        | 1         | 2         | 3         | 4         | 5         | 6         | 7         |
| 37        | 8         | 9         | 10        | 11        | 12        | 13        | 14        |
| 38        | 15        | 16        | 17        | 18        | 19        | 20        | 21        |
| 39        | 22        | 23        | 24        | 25        | 26        | 27        | 28        |
| 40        | 29        | 30        |           |           |           |           |           |

| Oktober | Oktober | Oktober | Oktober | Oktober | Oktober | Oktober | Oktober |
| Kw      | Mo      | Di      | Mi      | Do      | Fr      | Sa      | So      |
| ------- | ------- | ------- | ------- | ------- | ------- | ------- | ------- |
| 40      |         |         | 1       | 2       | 3       | 4       | 5       |
| 41      | 6       | 7       | 8       | 9       | 10      | 11      | 12      |
| 42      | 13      | 14      | 15      | 16      | 17      | 18      | 19      |
| 43      | 20      | 21      | 22      | 23      | 24      | 25      | 26      |
| 44      | 27      | 28      | 29      | 30      | 31      |         |         |

| November | November | November | November | November | November | November | November |
| Kw       | Mo       | Di       | Mi       | Do       | Fr       | Sa       | So       |
| -------- | -------- | -------- | -------- | -------- | -------- | -------- | -------- |
| 44       |          |          |          |          |          | 1        | 2        |
| 45       | 3        | 4        | 5        | 6        | 7        | 8        | 9        |
| 46       | 10       | 11       | 12       | 13       | 14       | 15       | 16       |
| 47       | 17       | 18       | 19       | 20       | 21       | 22       | 23       |
| 48       | 24       | 25       | 26       | 27       | 28       | 29       | 30       |

| Dezember | Dezember | Dezember | Dezember | Dezember | Dezember | Dezember | Dezember |
| Kw       | Mo       | Di       | Mi       | Do       | Fr       | Sa       | So       |
| -------- | -------- | -------- | -------- | -------- | -------- | -------- | -------- |
| 49       | 1        | 2        | 3        | 4        | 5        | 6        | 7        |
| 50       | 8        | 9        | 10       | 11       | 12       | 13       | 14       |
| 51       | 15       | 16       | 17       | 18       | 19       | 20       | 21       |
| 52       | 22       | 23       | 24       | 25       | 26       | 27       | 28       |
| 1        | 29       | 30       | 31       |          |          |          |          |

| Januar | Januar | Januar | Januar | Januar | Januar | Januar | Januar |
| Kw     | Mo     | Di     | Mi     | Do     | Fr     | Sa     | So     |
| ------ | ------ | ------ | ------ | ------ | ------ | ------ | ------ |
| 1      |        | 1      | 2      | 3      | 4      | 5      | 6      |
| 2      | 7      | 8      | 9      | 10     | 11     | 12     | 13     |
| 3      | 14     | 15     | 16     | 17     | 18     | 19     | 20     |
| 4      | 21     | 22     | 23     | 24     | 25     | 26     | 27     |
| 5      | 28     | 29     | 30     | 31     |        |        |        |

| Februar | Februar | Februar | Februar | Februar | Februar | Februar | Februar |
| Kw      | Mo      | Di      | Mi      | Do      | Fr      | Sa      | So      |
| ------- | ------- | ------- | ------- | ------- | ------- | ------- | ------- |
| 5       |         |         |         |         | 1       | 2       | 3       |
| 6       | 4       | 5       | 6       | 7       | 8       | 9       | 10      |
| 7       | 11      | 12      | 13      | 14      | 15      | 16      | 17      |
| 8       | 18      | 19      | 20      | 21      | 22      | 23      | 24      |
| 9       | 25      | 26      | 27      | 28      | 29      |         |         |

| März | März | März | März | März | März | März | März |
| Kw   | Mo   | Di   | Mi   | Do   | Fr   | Sa   | So   |
| ---- | ---- | ---- | ---- | ---- | ---- | ---- | ---- |
| 9    |      |      |      |      |      | 1    | 2    |
| 10   | 3    | 4    | 5    | 6    | 7    | 8    | 9    |
| 11   | 10   | 11   | 12   | 13   | 14   | 15   | 16   |
| 12   | 17   | 18   | 19   | 20   | 21   | 22   | 23   |
| 13   | 24   | 25   | 26   | 27   | 28   | 29   | 30   |
| 14   | 31   |      |      |      |      |      |      |

| April | April | April | April | April | April | April | April |
| Kw    | Mo    | Di    | Mi    | Do    | Fr    | Sa    | So    |
| ----- | ----- | ----- | ----- | ----- | ----- | ----- | ----- |
| 14    |       | 1     | 2     | 3     | 4     | 5     | 6     |
| 15    | 7     | 8     | 9     | 10    | 11    | 12    | 13    |
| 16    | 14    | 15    | 16    | 17    | 18    | 19    | 20    |
| 17    | 21    | 22    | 23    | 24    | 25    | 26    | 27    |
| 18    | 28    | 29    | 30    |       |       |       |       |

| Mai | Mai | Mai | Mai | Mai | Mai | Mai | Mai |
| Kw  | Mo  | Di  | Mi  | Do  | Fr  | Sa  | So  |
| --- | --- | --- | --- | --- | --- | --- | --- |
| 18  |     |     |     | 1   | 2   | 3   | 4   |
| 19  | 5   | 6   | 7   | 8   | 9   | 10  | 11  |
| 20  | 12  | 13  | 14  | 15  | 16  | 17  | 18  |
| 21  | 19  | 20  | 21  | 22  | 23  | 24  | 25  |
| 22  | 26  | 27  | 28  | 29  | 30  | 31  |     |

| Juni | Juni | Juni | Juni | Juni | Juni | Juni | Juni |
| Kw   | Mo   | Di   | Mi   | Do   | Fr   | Sa   | So   |
| ---- | ---- | ---- | ---- | ---- | ---- | ---- | ---- |
| 22   |      |      |      |      |      |      | 1    |
| 23   | 2    | 3    | 4    | 5    | 6    | 7    | 8    |
| 24   | 9    | 10   | 11   | 12   | 13   | 14   | 15   |
| 25   | 16   | 17   | 18   | 19   | 20   | 21   | 22   |
| 26   | 23   | 24   | 25   | 26   | 27   | 28   | 29   |
| 27   | 30   |      |      |      |      |      |      |

| Juli | Juli | Juli | Juli | Juli | Juli | Juli | Juli |
| Kw   | Mo   | Di   | Mi   | Do   | Fr   | Sa   | So   |
| ---- | ---- | ---- | ---- | ---- | ---- | ---- | ---- |
| 27   |      | 1    | 2    | 3    | 4    | 5    | 6    |
| 28   | 7    | 8    | 9    | 10   | 11   | 12   | 13   |
| 29   | 14   | 15   | 16   | 17   | 18   | 19   | 20   |
| 30   | 21   | 22   | 23   | 24   | 25   | 26   | 27   |
| 31   | 28   | 29   | 30   | 31   |      |      |      |

| August | August | August | August | August | August | August | August |
| Kw     | Mo     | Di     | Mi     | Do     | Fr     | Sa     | So     |
| ------ | ------ | ------ | ------ | ------ | ------ | ------ | ------ |
| 31     |        |        |        |        | 1      | 2      | 3      |
| 32     | 4      | 5      | 6      | 7      | 8      | 9      | 10     |
| 33     | 11     | 12     | 13     | 14     | 15     | 16     | 17     |
| 34     | 18     | 19     | 20     | 21     | 22     | 23     | 24     |
| 35     | 25     | 26     | 27     | 28     | 29     | 30     | 31     |

| September | September | September | September | September | September | September | September |
| Kw        | Mo        | Di        | Mi        | Do        | Fr        | Sa        | So        |
| --------- | --------- | --------- | --------- | --------- | --------- | --------- | --------- |
| 36        | 1         | 2         | 3         | 4         | 5         | 6         | 7         |
| 37        | 8         | 9         | 10        | 11        | 12        | 13        | 14        |
| 38        | 15        | 16        | 17        | 18        | 19        | 20        | 21        |
| 39        | 22        | 23        | 24        | 25        | 26        | 27        | 28        |
| 40        | 29        | 30        |           |           |           |           |           |

| Oktober | Oktober | Oktober | Oktober | Oktober | Oktober | Oktober | Oktober |
| Kw      | Mo      | Di      | Mi      | Do      | Fr      | Sa      | So      |
| ------- | ------- | ------- | ------- | ------- | ------- | ------- | ------- |
| 40      |         |         | 1       | 2       | 3       | 4       | 5       |
| 41      | 6       | 7       | 8       | 9       | 10      | 11      | 12      |
| 42      | 13      | 14      | 15      | 16      | 17      | 18      | 19      |
| 43      | 20      | 21      | 22      | 23      | 24      | 25      | 26      |
| 44      | 27      | 28      | 29      | 30      | 31      |         |         |

| November | November | November | November | November | November | November | November |
| Kw       | Mo       | Di       | Mi       | Do       | Fr       | Sa       | So       |
| -------- | -------- | -------- | -------- | -------- | -------- | -------- | -------- |
| 44       |          |          |          |          |          | 1        | 2        |
| 45       | 3        | 4        | 5        | 6        | 7        | 8        | 9        |
| 46       | 10       | 11       | 12       | 13       | 14       | 15       | 16       |
| 47       | 17       | 18       | 19       | 20       | 21       | 22       | 23       |
| 48       | 24       | 25       | 26       | 27       | 28       | 29       | 30       |

| Dezember | Dezember | Dezember | Dezember | Dezember | Dezember | Dezember | Dezember |
| Kw       | Mo       | Di       | Mi       | Do       | Fr       | Sa       | So       |
| -------- | -------- | -------- | -------- | -------- | -------- | -------- | -------- |
| 49       | 1        | 2        | 3        | 4        | 5        | 6        | 7        |
| 50       | 8        | 9        | 10       | 11       | 12       | 13       | 14       |
| 51       | 15       | 16       | 17       | 18       | 19       | 20       | 21       |
| 52       | 22       | 23       | 24       | 25       | 26       | 27       | 28       |
| 1        | 29       | 30       | 31       |          |          |          |          |

## Ereignisse

### Politik und Weltgeschehen

#### Dreißigjähriger Krieg
- 11. Januar: Die Schlacht bei Haselünne gewinnt ein halb so großes schwedisches Regiment gegenüber kaiserlichen Truppen von 3.000 Mann. Der siegreiche Feldherr Dodo zu Innhausen und Knyphausen fällt jedoch in der Schlacht.

Belagerung von Schenkenschanz

- April: Die Schenkenschanz wird von Prinz Frederik Hendrik von Oranien belagert.
- 20. Juni: Martin Aichinger, Führer der Marchländischen Bauernbewegung, wird nach seiner Gefangennahme in der Schlacht am Frankenberg am Linzer Hauptplatz mit einigen seiner Getreuen hingerichtet.
- Am 4. Oktober besiegen 16.000 Schweden unter Feldmarschall Johan Banér das vereinte, 22.000 Mann starke Heer von Kaiserlichen und Sachsen unter Melchior Graf von Hatzfeldt und Kurfürst Johann Georg I. von Sachsen in der Schlacht bei Wittstock.
- Der Kölner Friedenskongress beginnt, der jedoch zum Scheitern verurteilt ist, weil keine der beiden Seiten zu einem Kompromiss bereit ist.

#### Weitere Ereignisse in Europa
- Herzog Georg von Braunschweig und Lüneburg-Calenberg wählt Hannover zur Residenzstadt.
- Im Süden Frankreichs wird das Fort Balaguier bei La Seyne-sur-Mer errichtet.

#### Amerikanische Kolonien
- 3. März: Die Colony of Connecticut wird als Zufluchtsort für puritanische Edelmänner gegründet.
- 14. Mai: William Pynchon gründet die Stadt Springfield in Massachusetts.
- Der aus dem puritanischen Massachusetts verbannte Seeker Roger Williams gründet an der Narragansett Bay die Stadt Providence, aus der sich die Kolonie Rhode Island entwickelt.

#### Karibik

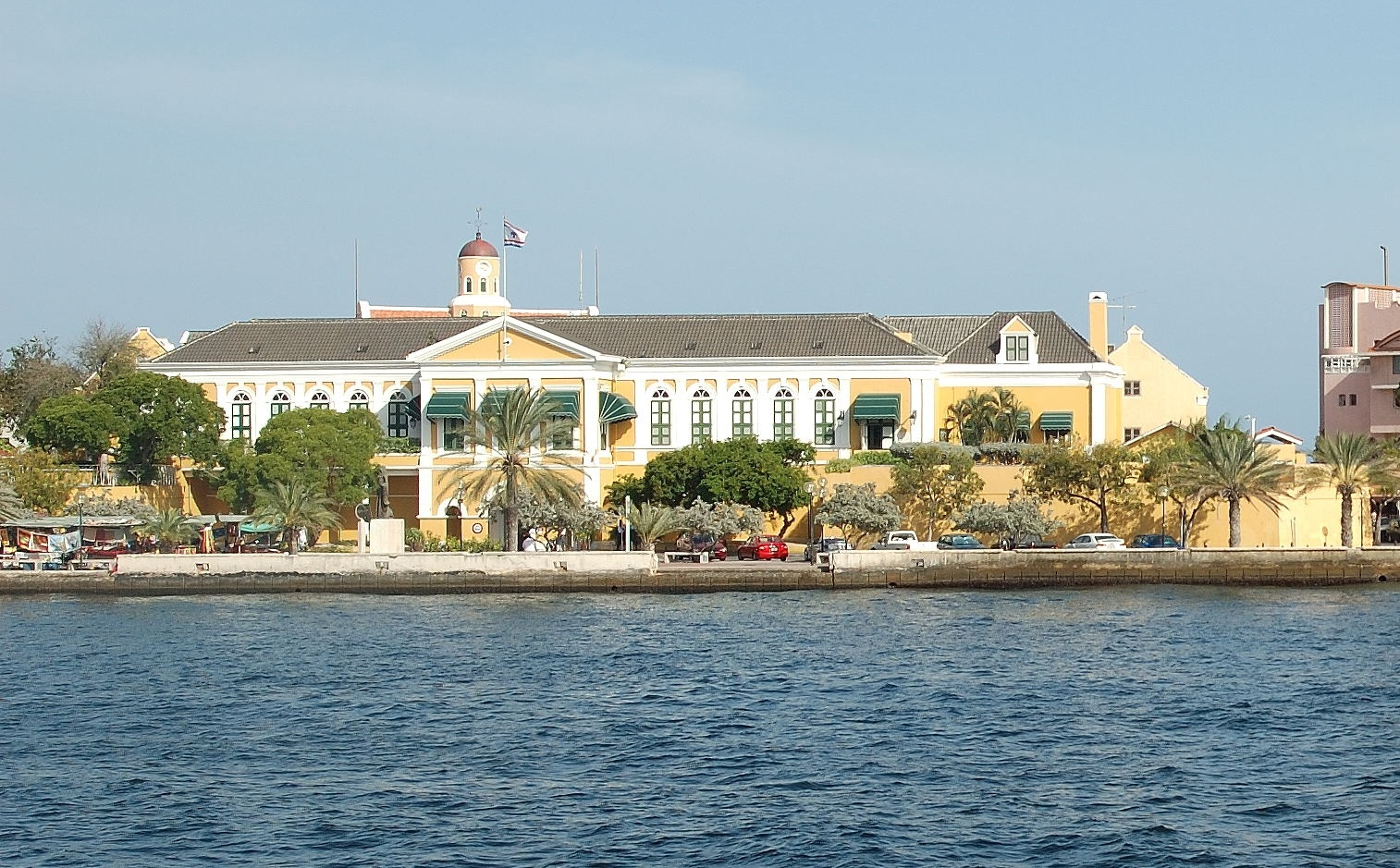
Fort Amsterdam

- Das von der Niederländischen Westindien-Kompanie errichtete Fort Amsterdam in der Sint Anna Bucht auf Curaçao wird fertiggestellt.

#### Afrika

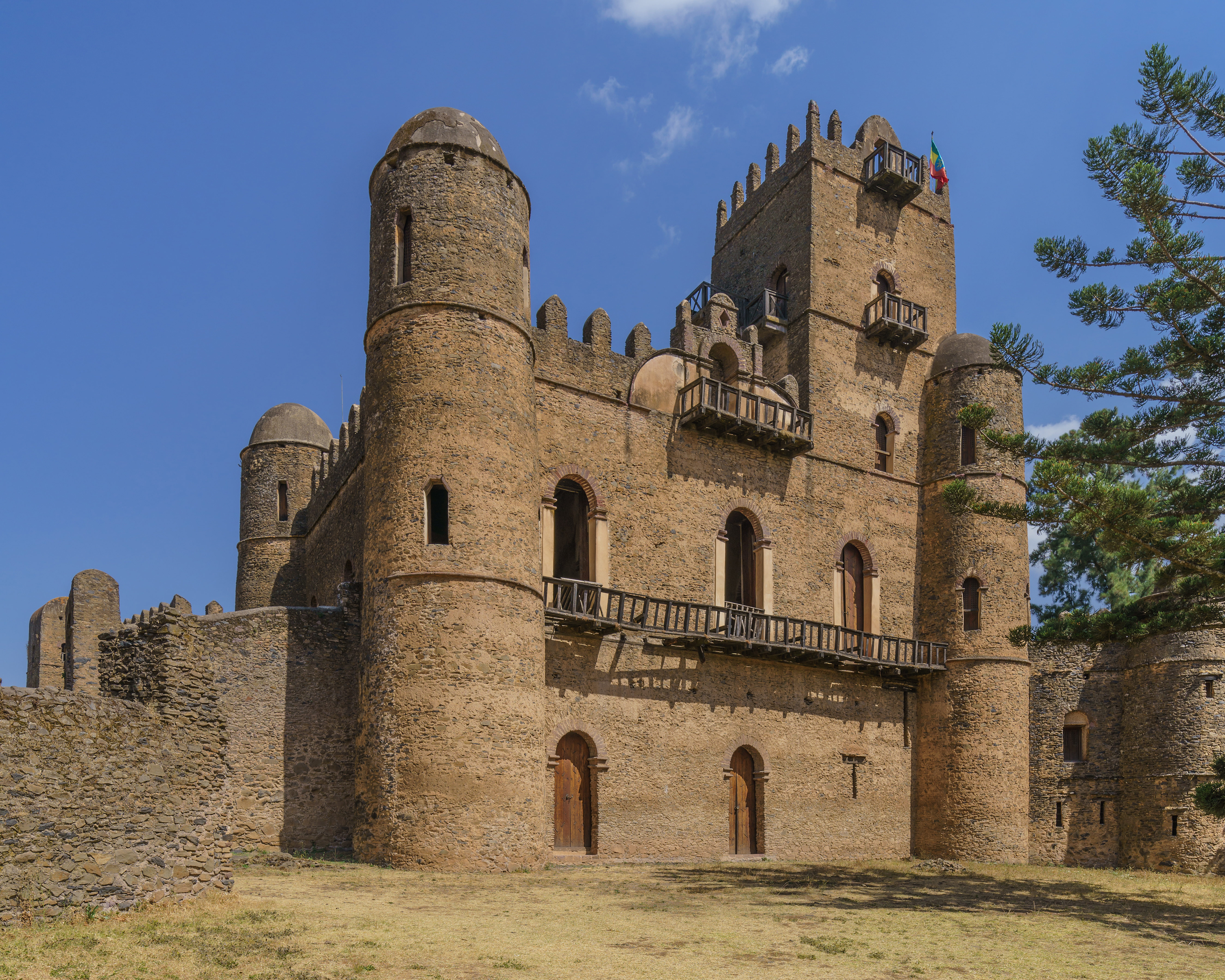
Fasilides Festung in Gonder, Amhara

- Der äthiopische negus negest Fasilides gründet die Stadt Gondar und baut sie zur Hauptstadt Äthiopiens aus.

#### Asien
- 21. April: Eine zweite durch die Niederländischen Ostindien-Kompanie durchgeführte Strafexpeditionen gegen die formosianischen Eingeborenen auf der „Goldenen Löweninsel“ (Goude Leeuws Eylandt, heute Xiaoliuqiu) endet in der Tötung zahlreicher Eingeborener. Die Überlebenden werden auf die Insel Formosa deportiert.

Eroberungen Iskandar Mudas

- 27. Dezember: Nach dem Tod von Iskandar Muda, der dem Sultanat von Aceh seine größte Ausdehnung gebracht hat, wird sein Schwiegersohn Iskandar Thani Sultan von Aceh.
- Der seit 1630 dauernde Siamesische Bürgerkrieg im Königreich Ayutthaya endet. Nachdem er die strategisch wichtige Handelsstadt Pattani erobert hat, kann König Prasat Thong seine Macht im Reich festigen.

### Wissenschaft und Technik
- 26. März: Die Universität Utrecht, die viertälteste Universität der Niederlande, wird mit einem feierlichen Akt gegründet. Erster Rektor wird der Jurist Bernardus Schotanus.
- 18. September: In Cambridge, Massachusetts, wird die Harvard University als College gegründet. Die oberste Legislative der Kolonie, der Massachusetts General Court, möchte dadurch den Bedarf an Geistlichen im gesamten Gebiet der Massachusetts Bay Colony decken.

### Kultur

#### Bildende Kunst
- Rembrandt van Rijn fertigt das Historiengemälde Die Blendung Simsons.
- Jan Miense Molenaer malt die Verleugnung Petri.

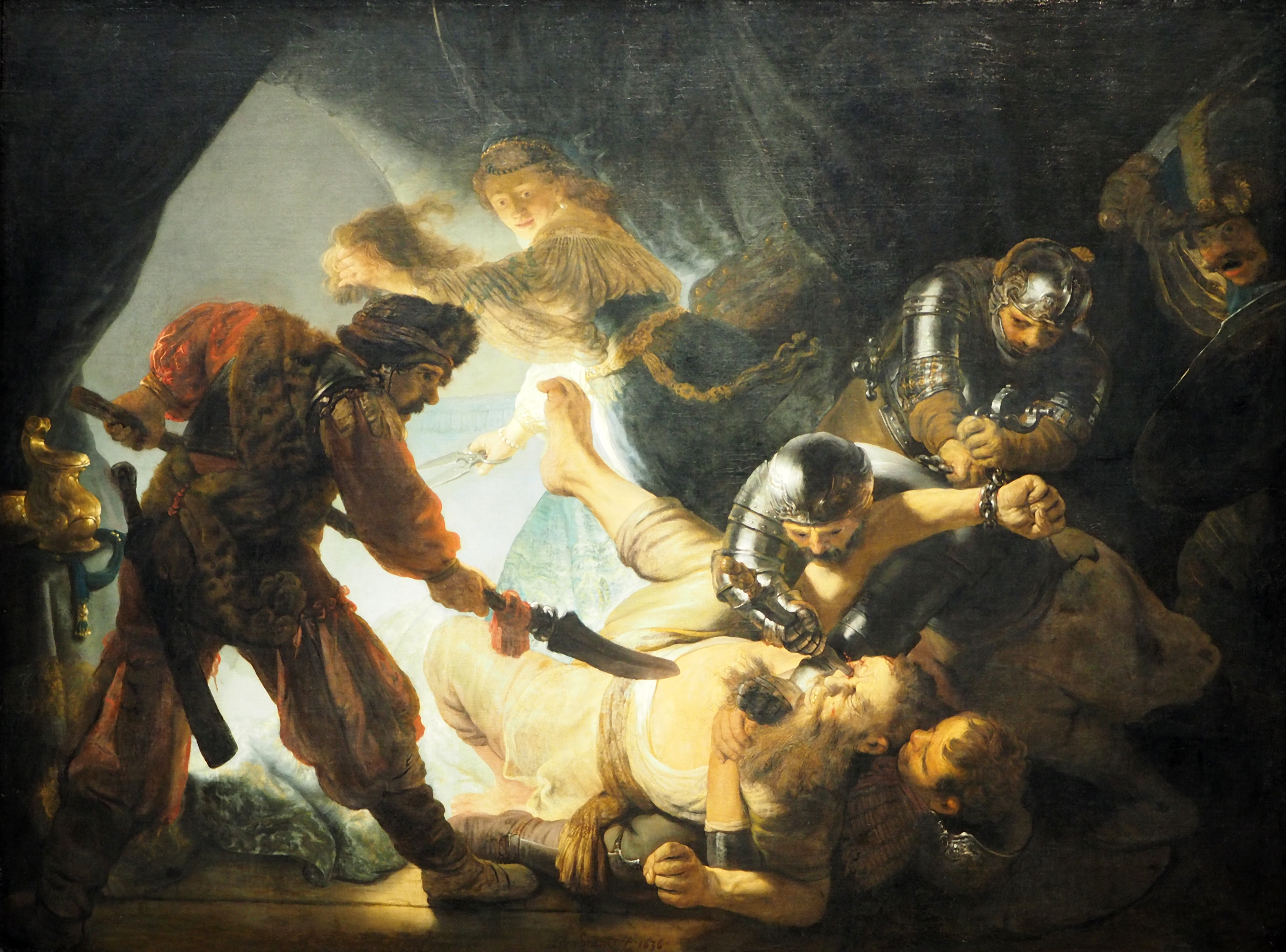
Rembrandt:
Die Blendung Simsons

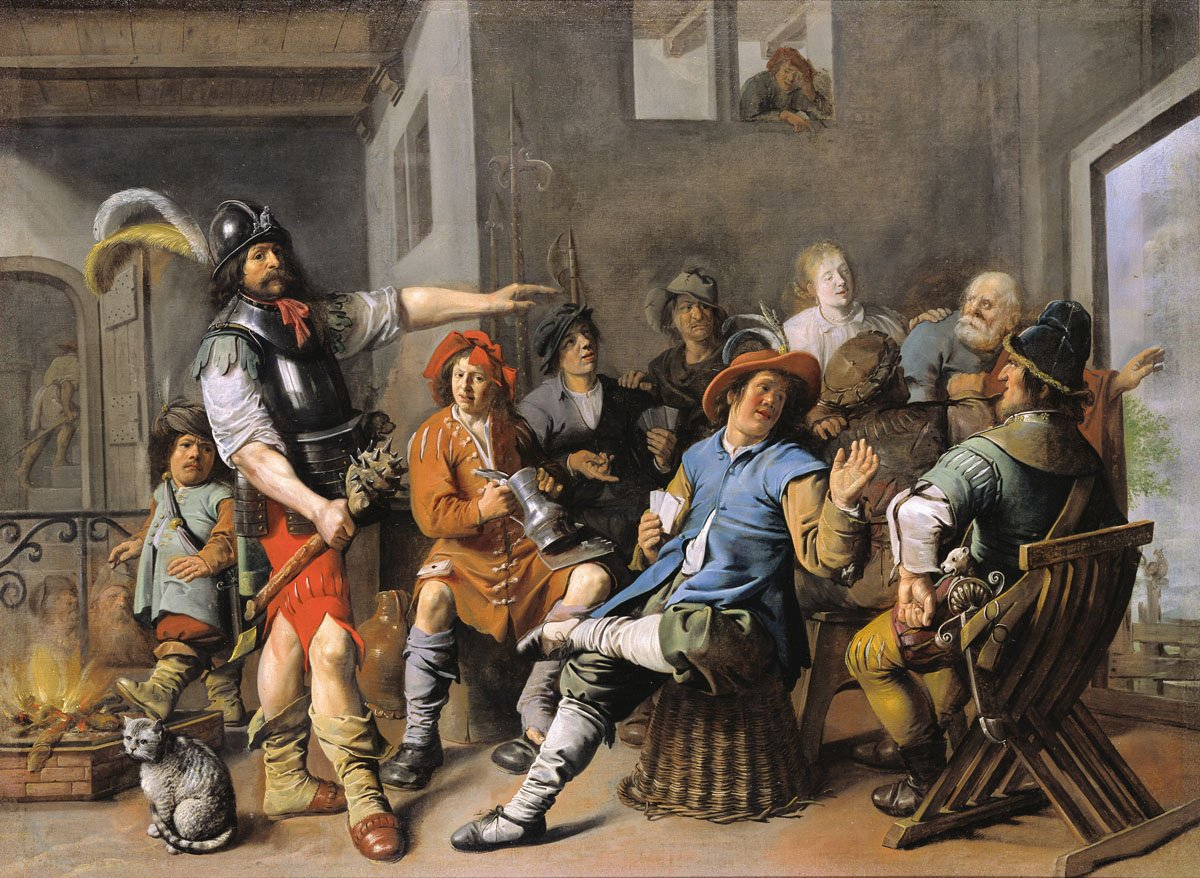
Molenaer:
Verleugnung Petri

#### Musik und Theater
- 14. Februar: Die Musikalischen Exequien von Heinrich Schütz werden beim Begräbnis von Heinrich Posthumus Reuß erstmals aufgeführt.

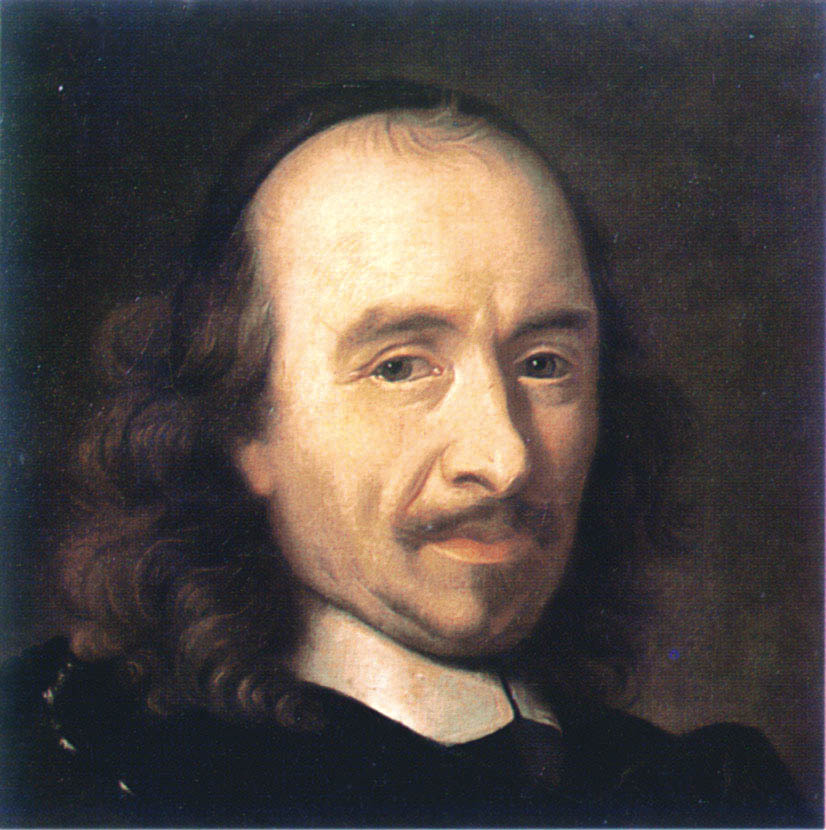
Pierre Corneille

- Ende 1636/Anfang 1637: Die tragische Komödie Le Cid von Pierre Corneille wird in Paris uraufgeführt.

### Gesellschaft
- Der spätere Herzog Ernst I. von Sachsen-Gotha, genannt „der Fromme“, heiratet Elisabeth Sophia von Sachsen-Altenburg
- Der niederländische Maler Jan Miense Molenaer heiratet seine Kollegin Judith Leyster. Beide gehören dem Goldenen Zeitalter der niederländischen Malerei an.
- Caspar Preis beginnt mit dem Verfassen der Stausebacher Ortschronik.

### Religion
- Die von niederländischen Juden in der Kolonie Niederländisch-Brasilien, dem heutigen Pernambuco, errichtete Kahal-Zur-Israel-Synagoge ist die erste Synagoge in der „Neuen Welt“.

### Katastrophen
- Wie schon im Vorjahr wütet im Zuge des Dreißigjährigen Krieges die Pest in Deutschland. Unter anderem wird in Börnig ein Pestkreuz aufgestellt. In Sitzenroda kommen rund 400 Menschen ums Leben, das ist nahezu die gesamte Bevölkerung.

### Natur und Umwelt
- Der jahrtausendealte Kastanienbaum der hundert Pferde am Fuße des Ätna wird von Don Pietro Carrera erstmals gesichert erwähnt.

## Historische Ansichten und Karten

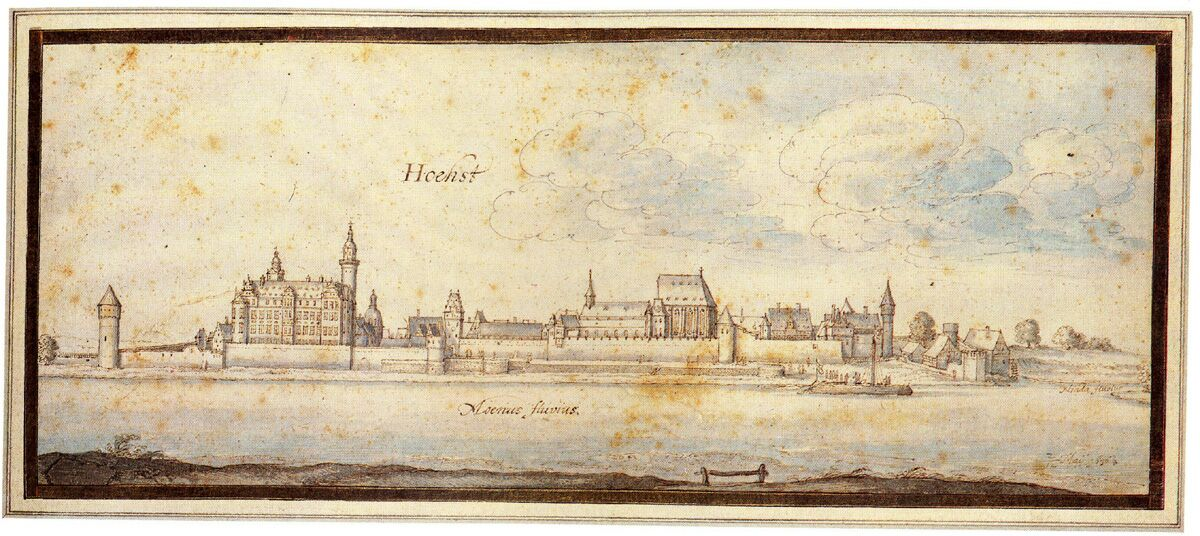
Wenzel Hollar: Höchst 1636

## Geboren

### Geburtsdatum gesichert
- 02. Januar: Ulrich Hipparchos von Promnitz, kurbrandenburgischer und kursächsischer Kabinettsminister († 1695)
- 20. Januar: Maximilian, Fürst von Hohenzollern-Sigmaringen († 1689)
- 03. Februar: Laurentius Gutzmer, deutscher evangelisch-lutherischer Geistlicher († 1703)
- 14. April: Sophie von Barby, Fürstin von Ostfriesland († 1677)
- 18. April: Dorothea Hedwig von Schleswig-Holstein-Sonderburg-Norburg, Äbtissin des Stiftes Gandersheim († 1692)
- 18. April: Kanō Tsunenobu, japanischer Maler († 1713)
- 29. April: Esaias Reusner, deutscher Lautenist und Komponist († 1679)
- 08. Mai: Caspar Löscher, deutscher lutherischer Theologe († 1718)
- 04. Juni: Melchor Portocarrero Lasso de la Vega, spanischer Kolonialverwalter, Vizekönig von Neuspanien und Peru († 1705)
- 15. Juni: Charles de La Fosse, französischer Maler († 1716)
- um den 19. Juni: George Alsop, englischer Schriftsteller und Schuldknecht in der Kolonie Maryland († um 1673)
- 21. Juni: Godefroy Maurice de La Tour d’Auvergne, Herzog von Bouillon, Pair und Großkammerherr von Frankreich († 1721)
- 24. Juni: Giovanni Battista degli Antonii, italienischer Barockkomponist († 1698)
- 25. Juni: Anton Schott, deutscher Politiker und Gesandter am Reichstag in Regensburg († 1684)
- 08. Juli: Georg Green, deutscher lutherischer Theologe, Poet und Historiker († 1691)
- 12. Juli: Edzard Ferdinand, Fürst von Ostfriesland († 1668)
- 24. Juli: Samuel Bachmann, Schweizer evangelischer Geistlicher († 1709)
- 31. Juli: Josias von Waldeck, braunschweig-lüneburgischer Generalmajor († 1669)
- 17. August: Johann Caspar Horn, deutscher Komponist, Jurist und Arzt († 1722)
- 31. August: Heinrich Adrian Müller, deutscher Gutsbesitzer und kaiserlicher Resident in Lübeck († 1706)
- 09. Oktober: Dorothea Sophie von Schleswig-Holstein-Sonderburg-Glücksburg, Kurfürstin von Brandenburg († 1689)
- 23. Oktober: Hedwig Eleonora von Schleswig-Holstein-Gottorf, Königin von Schweden († 1715)
- 31. Oktober: Ferdinand Maria, Kurfürst von Bayern († 1679)
- 01. November: Nicolas Boileau, französischer Schriftsteller († 1711)
- 06. November: Adelheid von Savoyen, Gemahlin des bayrischen Kurfürsten Ferdinand Maria († 1676)
- 09. November: Jakob Andreas Crusius, deutscher Jurist († 1680)
- 16. Dezember: Johann Carl Landeck, deutscher Uhrmacher und Instrumentenbauer († 1712)
- 26. Dezember: Justine Siegemundin, deutsche Hebamme und Verfasserin des ersten deutschen Lehrbuchs für Hebammen († 1705)

### Genaues Geburtsdatum unbekannt
- Christoph Gottwald, deutscher Mediziner, Naturforscher und Stadtphysicus von Danzig († 1700)
- Melchior de Hondecoeter, niederländischer Tiermaler († 1695)
- Jean-Baptiste Monnoyer, französischer Blumen- und Stilllebenmaler († 1699)
- Georg Rimpler, deutscher Festungsbauer († 1683)

## Gestorben

### Erstes Halbjahr
- 11. Januar: Dodo zu Innhausen und Knyphausen, Feldherr im Dreißigjährigen Krieg (* 1583)
- 19. Januar: Marcus Gerards der Jüngere, flämischer Maler (* 1561/62)
- 08. Februar: Erich Hedemann, Geheimer Rat Christians IV. von Dänemark und des Grafen Anton Günther von Oldenburg (* 1567)
- 13. Februar: Barbara Sophia von Brandenburg, Herzogin von Württemberg (* 1584)
- 19. Februar: Reinier Pauw, niederländischer Politiker und Amsterdamer Regent (* 1564)
- 14. März: David Müller, deutscher Verleger (* 1591)
- 17. März: Pietro Paolo Bonzi, italienischer Maler, Freskant und Kupferstecher (* 1573)
- 30. März: Caspar Augspurger, deutscher Unternehmer (* 1576)
- 000März: Jakob Amport, Schweizer evangelischer Theologe und Rektor einer Universität (* 1580)
- 08. April: Martin Trost, deutscher Orientalist (* 1588)
- 18. April: Julius Caesar, englischer Richter und königlicher Regierungsbeamter (* 1557)
- 21. April: Maria von Eicken, Ehefrau des Markgrafen Eduard Fortunat von Baden (* 1571)
- 23. April: Johann Albrecht II., Herzog von Mecklenburg-Güstrow (* 1590)
- 05. Mai: Tobias Hübner, Kammer- und Justizrat des Fürsten Johann Kasimir (* 1578)
- 02. Juni: Cypriano Biasino, italienischer Baumeister (* 1580)
- 09. Juni: Antoine de Paule, Großmeister des Malteserordens (* 1551/52)
- 20. Juni: Martin Aichinger, protestantischer Prädikant, Mystiker und Bauernkriegsführer (* um 1592)
- 000Juni: Torquato Conti, kaiserlicher Generalfeldmarschall und päpstlicher General (* 1591)

### Zweites Halbjahr
- 08. Juli: John Hepburn, schottischer Heerführer im Dreißigjährigen Krieg und Marschall von Frankreich (* um 1598)
- 17. August: Kanō Kōi, japanischer Maler
- 31. August: Albert Hein der Ältere, deutscher Rechtswissenschaftler und Diplomat (* 1571)
- 17. September: Stefano Maderno, italienischer Bildhauer (* 1575)
- 01. Oktober: August I., Herzog zu Braunschweig und Lüneburg, Fürst von Lüneburg (* 1568)
- 11. Oktober: Johann Albrecht Adelgrief, deutscher Prophet (* unbekannt)
- 09. November: Karl der Ältere von Žerotín, Angehöriger des böhmischen und mährischen Herrenstandes, Politiker und Verfasser mehrerer Schriften (* 1564)
- 01. Dezember: Rudolf Amsinck, deutscher Kaufmann und Hamburger Ratsherr (* 1577)
- 19. Dezember: Christine von Lothringen, Großherzogin der Toskana (* 1565)
- 27. Dezember: Iskandar Muda, 12. Sultan von Aceh auf Sumatra, indonesischer Nationalheld (* um 1583)

### Genaues Todesdatum unbekannt
- Henning Arnisaeus, deutscher Mediziner, Philosoph und Politiker und Publizist (* um 1575)
- August I., Bischof von Ratzeburg (* 1568)
- Louyse Bourgeois, französische Hebamme und Chirurgin (* 1563)
- Vinko Jelić, kroatischer Komponist (* 1596)